# Christl Haas
Christl Haas (* 19. September 1943 in Kitzbühel; † 8. Juli 2001 in Manavgat, Türkei) war eine österreichische Skirennläuferin. Sie gehörte in den 1960er Jahren zu den besten Abfahrerinnen der Welt und wurde 1964 Olympiasiegerin in dieser Disziplin.

## Biografie
Christl Haas wuchs in Kitzbühel nahe der berühmten Hahnenkamm-Abfahrt auf, ihren Schulweg musste sie im Winter oftmals auf Skiern bewältigen. Bereits früh wurde man im Kitzbüheler Ski Club auf ihr Talent aufmerksam, das sie vor allem in der Abfahrt zeigte, und begann sie gezielt zu fördern. 1960 wurde Haas österreichische Juniorenmeisterin in der Abfahrt und bestritt im selben Winter auch ihre ersten bedeutenden internationalen Rennen, wo sie von Beginn an großen Erfolg hatte. So gewann sie etwa das Parsenn-Derby in Davos, bei der Coppa Femina in Abetone die Abfahrt, den Slalom und die Kombination und beim bekannten Arlberg-Kandahar-Rennen 1960 wurde sie Zweite in der Abfahrt hinter Traudl Hecher. Damit hatte sie sehr schnell den Durchbruch an die Weltspitze geschafft. Im folgenden Jahr kamen weitere Topresultate hinzu und im Alter von 17 Jahren gewann sie ihren ersten österreichischen Meistertitel in der Abfahrt. Sieben weitere sollten noch folgen.
Im Winter 1961/62 qualifizierte sich Haas mit mehreren Podestplätzen recht bald für die Weltmeisterschaften im französischen Chamonix. Dort feierte die 18-Jährige ihren ersten ganz großen Triumph, als sie mit über 3 Sekunden Vorsprung auf die Italienerin Pia Riva Weltmeisterin in der Abfahrt wurde. Sie war zu diesem Zeitpunkt mit 18 Jahren und 5 Monaten die zweitjüngste Abfahrtsweltmeisterin hinter Esmé MacKinnon, der ersten Weltmeisterin überhaupt, die 1931 bei ihrem Sieg 17 Jahre, 2 Monate und 18 Tage jung war. Die Saison 1962/63 begann mit einem schweren Sturz im Riesenslalom von Oberstaufen, der eine mehrwöchige Pause erzwang. Bereits in ihrem ersten Rennen nach der Verletzung stand sie in der Abfahrt von Abetone wieder ganz oben auf dem Podest, und noch einige weitere Siege folgten in dieser Saison, zum Beispiel der Dreifachtriumph in Abfahrt, Slalom und Kombination in Zermatt.
In der Saison 1963/64 gewann Haas die Abfahrt der Silberkrugrennen in Bad Gastein mit über 5 Sekunden Vorsprung auf ihre Landsfrau Traudl Hecher und galt als große Favoritin für die Olympischen Winterspiele 1964 in Innsbruck. Dort wurde sie dieser Rolle auch gerecht und gewann nach dem sechsten Platz im Slalom und dem Vierten Platz im Riesenslalom die Olympiaabfahrt auf der Axamer Lizum mit mehr als einer Sekunde Vorsprung auf ihre Teamkollegin Edith Zimmermann. In der Kombinationswertung, die nur als Weltmeisterschaftsbewerb zählte, gewann sie darüber hinaus die Silbermedaille hinter der Französin Marielle Goitschel. Nach den Spielen feierte sie noch weitere Siege und gewann etwa alle drei Bewerbe bei den Holmenkollen-Kandahar-Rennen im norwegischen Voss.
Im folgenden Winter konnte Haas an ihre letztjährigen Erfolge anschließen und gewann mehrere Abfahrten, darunter den Klassiker in Grindelwald und die Abfahrt des Goldschlüsselrennens im Montafon, erlitt aber am 4. Februar 1965 beim Torlauftraining in Mittersill einen Wadenbeinbruch. Noch vor Saisonende kehrte sie auf die Piste zurück und erreichte in der Abfahrt von Vail den dritten Platz. In der Saison 1965/66 konnte sie ihren Abfahrtssieg bei den SDS-Rennen in Grindelwald wiederholen und gewann neben einigen anderen Bewerben auch die Abfahrt, den Slalom und die Kombination bei den Arlberg-Kandahar-Rennen in Mürren. Sie wurde auch mit der diamantenen Kandahar-Nadel ausgezeichnet. Bei den Weltmeisterschaften 1966, die in diesem Jahr im August im chilenischen Portillo stattfand, blieb sie weit hinter ihren Erwartungen, belegte in der Abfahrt den fünften Platz und kam im Slalom nur auf Rang 24.
Während der gesamten Saison 1966/67 war Haas durch eine Nierenbeckenentzündung beeinträchtigt und erreichte dadurch im erstmals ausgetragenen Skiweltcup lediglich einen vierten Platz im Slalom von Monte Bondone. In der Abfahrt kam sie im gesamten Winter nicht unter die besten zehn. Im nächsten Jahr konnte sie sich aber noch einmal steigern. In der Weltcupabfahrt von Bad Gastein erreichte sie den zweiten Platz, in Saint-Gervais-les-Bains wurde sie Dritte und qualifizierte sich damit für die Olympischen Winterspiele 1968 in Grenoble. Dort gewann die Tirolerin, die diesmal nicht zu den Favoriten gezählt wurde, die Bronzemedaille in der Abfahrt. Im Weltcup belegte sie mit einem weiteren zweiten Platz in Aspen den dritten Rang in der Abfahrtswertung.
Nach dieser Saison beendete Haas im Alter von 24 Jahren ihre sportliche Karriere, auch aufgrund ihrer Krankheiten und Verletzungen, die sie bereits erlitten hatte. Haas wurde staatlich geprüfte Skilehrerin und führte ein Sportartikelgeschäft in St. Johann in Tirol. Bei der Eröffnung der Olympischen Winterspiele 1976, die nach 1964 zum zweiten Mal in Innsbruck stattfanden, entzündete sie das „Erinnerungsfeuer“ für die Spiele 1964, das direkt neben dem olympischen Feuer brannte.
Während eines Urlaubes in der Türkei im Sommer 2001 ertrank Christl Haas im Alter von 57 Jahren beim Schwimmen im Mittelmeer.

## Erfolge

### Olympische Winterspiele
- Innsbruck 1964: 1. Abfahrt, 4. Riesenslalom, 6. Slalom
- Grenoble 1968: 3. Abfahrt

### Weltmeisterschaften
- Chamonix 1962: 1. Abfahrt, 12. Riesenslalom
- Innsbruck 1964: 1. Abfahrt, 2. Kombination, 4. Riesenslalom, 6. Slalom
- Portillo 1966: 5. Abfahrt, 24. Slalom
- Grenoble 1968: 3. Abfahrt

### Weltcup
- Saison 1968: 10. Gesamtwertung, 3. Abfahrtswertung
- 4 Podestplätze

### Österreichische Meisterschaften
Christl Haas war achtfache österreichische Meisterin:
- Slalom (1): 1966
- Riesenslalom (1): 1964
- Abfahrt (3): 1961, 1963, 1966
- Kombination (3): 1964, 1966, 1968

## Auszeichnungen (Auszug)
- 1996: Goldenes Ehrenzeichen für Verdienste um die Republik Österreich[5]